# The Hoosiers
The Hoosiers son una banda de pop rock inglesa que se formó originalmente en Indianápolis, Indiana, Estados Unidos. A partir de 2016, la banda está formada por los miembros Irwin Sparkes (voz principal, guitarra principal) y Alan Sharland (batería, percusión, voz).
Su primer sencillo, "Worried About Ray", alcanzó el número 5 en UK Singles Chart en julio de 2007, mientras que su álbum debut, The Trick to Life, alcanzó el número 1 en UK Albums Chart. En agosto de 2010, la banda lanzó su segundo sencillo entre los 20 primeros, "Choices", y su segundo álbum entre los 10 primeros, The Illusion of Safety.

## Historia
Provenientes de Exeter, Reading y Estocolmo, la banda deseaba crear un sonido que ellos llaman "queremos ser indie, pero no somos lo suficientemente cool", que combina una serie de géneros musicales. Los miembros de la banda citan influencias como The Cure, Jeff Buckley, The Flaming Lips y XTC.
Según su autobiografía, Sharland y Sparkes pasaron algún tiempo en los Estados Unidos, alentados por su profesor de química, en un intento de ampliar sus horizontes. La pareja ganó una beca de fútbol americano en la Universidad de Indiana (El equipo se llama los Hoosiers de Indiana) y se ganaron la reputación de que eran "alérgicos a correr". Después de haber reunido suficiente material para compilar un álbum, Alfonso e Irwin regresaron a Londres, donde se reunieron con Martin Skarendahl, un sueco exbombero que estaba entonces trabajando como ingeniero de un estudio de grabación.
El trío firmó con RCA y lanzaron su primer álbum The Trick to Life, el 22 de octubre de 2007. La banda ha hablado de su deseo de escribir canciones que son algo más que "chicos y chicas ... encontrar el amor en una noche del viernes con tus compañeros", y dicen que están sorprendidos de que la gente conozca sus dos sencillos. Recientemente han tocado en la BBC Radio 2 Music Club.
Son producidas por exmiembros de Jamiroquai, Toby Grafty-Smith.
Tras el lanzamiento del sencillo "Worst Case Scenario", el próximo sencillo del álbum The Trick to Life fue "Cops and Robbers", como se confirmó en un webchat en vivo con The Hoosiers en GMTV.

## Discografía

### Álbumes de estudio
- The Trick To Life (2007)
- The Illusion of Safety (2010)
- The News From Nowhere (2014)
- The Secret Service (2015)
- Confidence (2023)

### Sencillos
- Worried About Ray (2007)
- Goodbye Mr A (2007)
- Worst Case Scenario (2008)
- Cops and Robbers (2008)
- Run Rabbit Run (2008)
- Choices (2010)